# Гвам на Светском првенству у атлетици у дворани 2016.
Гвам је учествовао на 16. Светском првенству у атлетици у дворани 2016. одржаном у Портланду од 17. до 20. марта седми пут. Репрезентацију Гвама представљала је 1 атлетичарка, која се такмичила у трци на 400 метара. , 

На овом првенству такмичарка Гвама није освојила ниједну медаљу али је оборила национални рекорд.

## Учесници
Жене:
- Кристина Франциско — 400 м

## Резултати

### Жене
| Атлетичарка        | Дисциплина | Лични рекорд | Квалификације | Квалификације | Полуфинале            | Полуфинале            | Финале                | Финале       | Детаљи |
| Атлетичарка        | Дисциплина | Лични рекорд | Резултат      | Место         | Резултат              | Место                 | Резултат              | Место        | Детаљи |
| ------------------ | ---------- | ------------ | ------------- | ------------- | --------------------- | --------------------- | --------------------- | ------------ | ------ |
| Кристина Франциско | 400 м      | 1:00,34 НР   | 1:00,08 НР    | 4. у гр. 2    | Није се квалификовала | Није се квалификовала | Није се квалификовала | 16 / 16 (19) |        |